# Chapelle de la Visitation (Moulins)

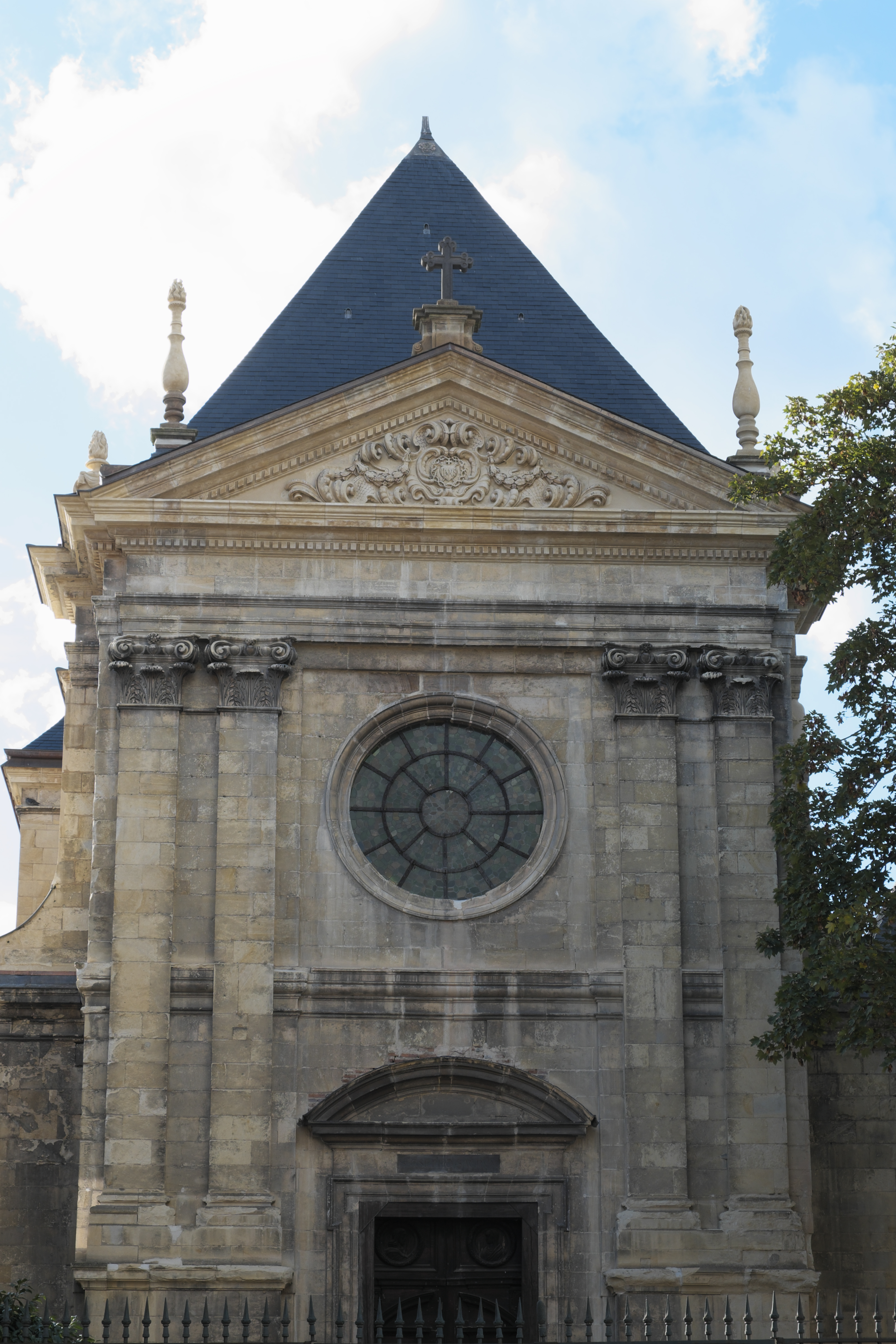
Kapelle der Visitantinnen

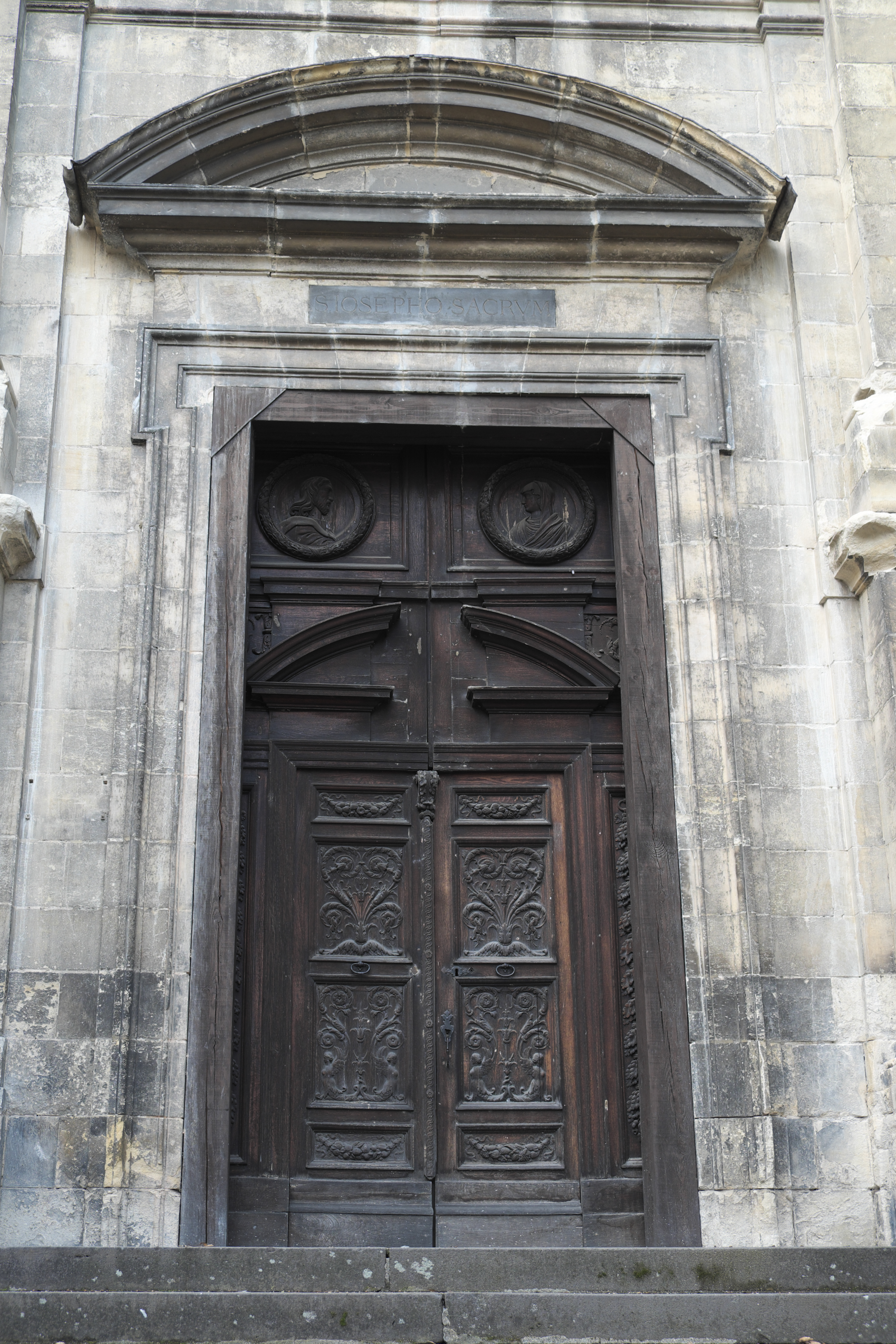
Portal

Die Chapelle de la Visitation, auch Kapelle Saint-Joseph, in Moulins, der Hauptstadt des Départements Allier in der französischen Region Auvergne-Rhône-Alpes, wurde im 17. Jahrhundert als Kapelle des Ordens von der Heimsuchung Mariens errichtet. In der Kapelle befindet sich das Grabmal des Herzogs Heinrich II. von Montmorency (1595–1632), im Schwesternchor sind Deckengemälde aus der Bauzeit erhalten. Im Jahr 1928 wurde die Kapelle als Monument historique in die Liste der Baudenkmäler (Base Mérimée) in Frankreich aufgenommen.

## Geschichte
Der Orden von der Heimsuchung Mariens wurde im Jahr 1610 von Franz von Sales und Johanna Franziska von Chantal in Annecy gegründet. Im Jahr 1616 wurde nach Annecy und Lyon in Moulins die dritte Niederlassung des Ordens, in der Johanna Franziska von Chantal 1641 bei einem Besuch starb, eingerichtet. Die Schwestern, auch Visitantinnen genannt, lebten zunächst in bescheidenen Häusern, die damals noch außerhalb der mittelalterlichen Stadtmauer lagen. Nach der Hinrichtung Heinrichs II. von Montmorency im Jahr 1632 fand seine Witwe, Maria Felicia Orsini (1600–1666), Zuflucht bei den Heimsuchungsschwestern in Moulins. Sie war zunächst in der dortigen Burg der Herzöge von Bourbon unter Hausarrest gestellt worden, bis sie 1636 vom französischen König Ludwig XIII. die Erlaubnis erhielt, sich ins Kloster der Visitantinnen zurückziehen zu dürfen. 1665 wurde sie deren Oberin.
Ab 1648 ließ die Herzogin von Montmorency aus Dankbarkeit über ihre Aufnahme im Orden neue Klostergebäude und die Kapelle errichten, die bis 1655 fertiggestellt wurden. Während der Französischen Revolution wurde das Kloster aufgelöst und 1802/03 an der Stelle der ehemaligen Klostergebäude eine Schule, das Lycée Théodore-de-Banville, errichtet. Vom Kloster der Visitantinnen blieb nur die Kapelle erhalten, die bis 1998 als Schulkapelle genutzt wurde.

## Architektur

### Portalfassade
Die Fassade zur Rue de Paris, einer der wichtigsten Verkehrsachsen von Moulins in der damaligen Zeit, prägen Kolossalpilaster und ein Dreiecksgiebel mit dem Wappen des Ordens. In der Mitte der Fassade öffnet sich eine Rosette, das Portal besitzt holzgeschnitzte Türflügel aus der Bauzeit.

### Innenraum

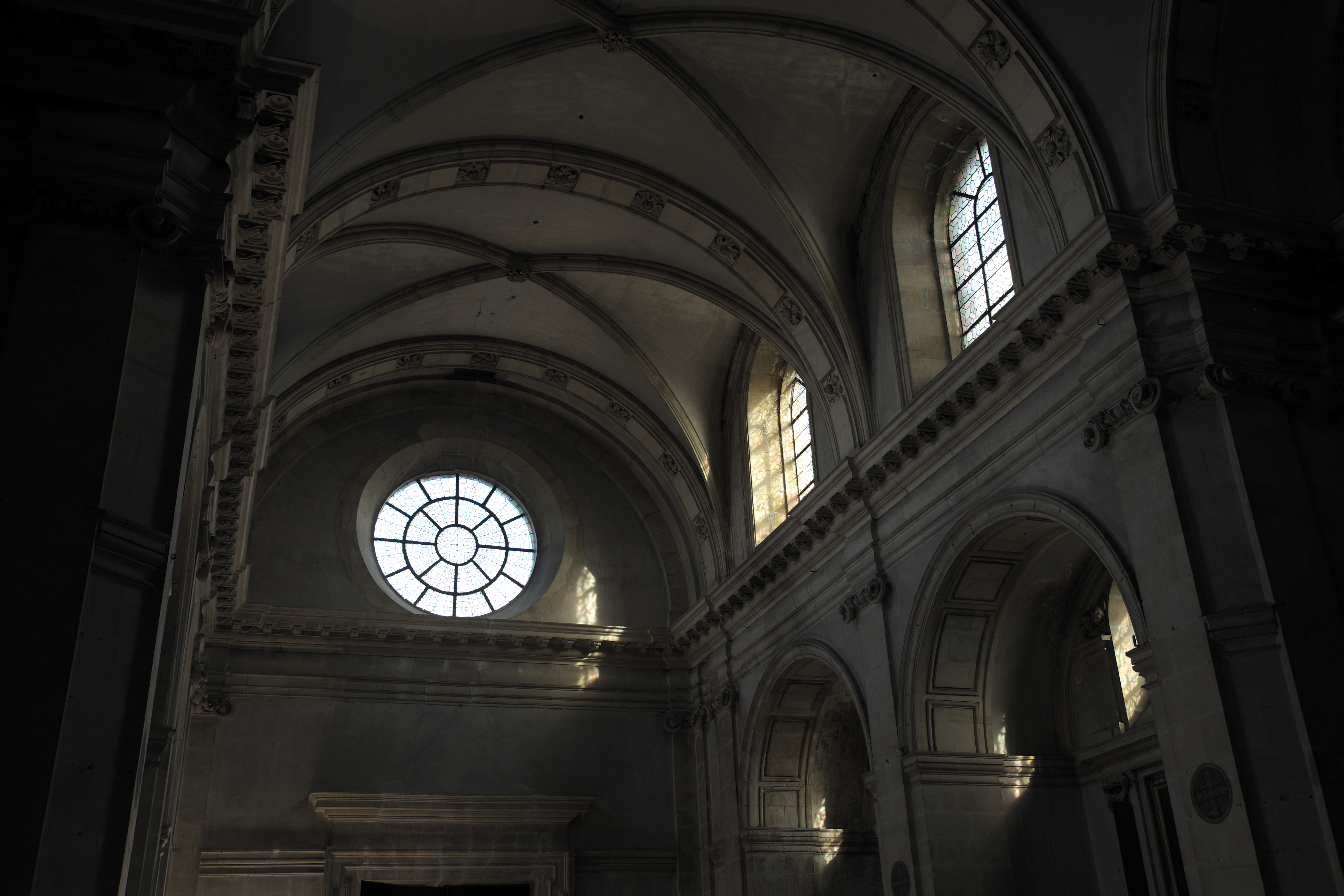
Innenraum

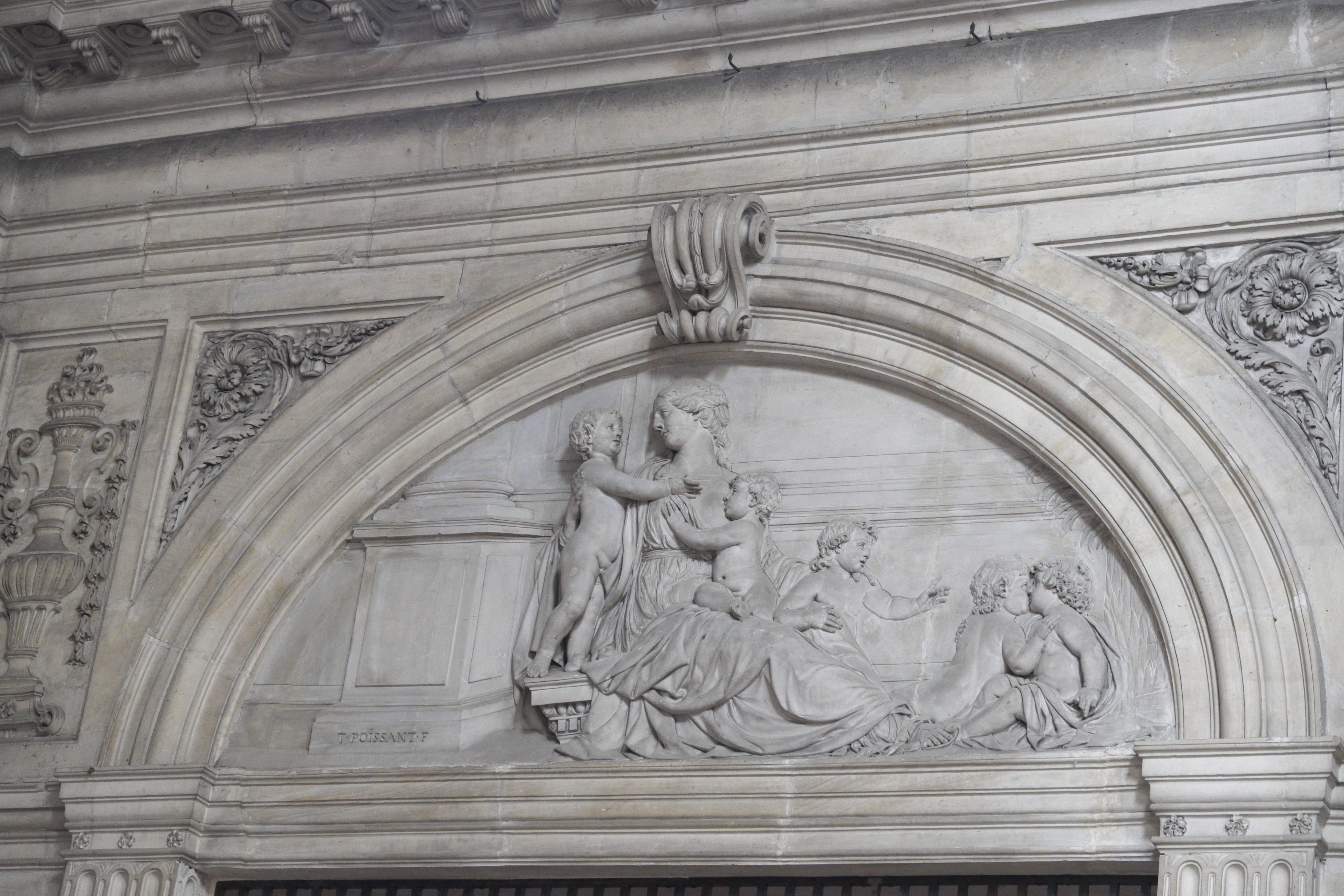
Stuckdekor

Das zweijochige Langhaus ist einschiffig und wird von einem Kreuzrippengewölbe gedeckt. Die Seitenwände gliedern Pilaster mit ionischen Kapitellen und Rundbogenarkaden, die sich zu schmalen Kapellen öffnen. Der quadratische Chor ist gerade geschlossen und wird von einer Kuppel überwölbt. In einer Nische des Chores ist das Grabmal des Herzogs von Montmorency untergebracht. Nördlich an den Chor der Kapelle schließt sich der Schwesternchor an, der mit den Klostergebäuden und den Gemächern der Herzogin von Montmorency verbunden war.

## Deckengemälde

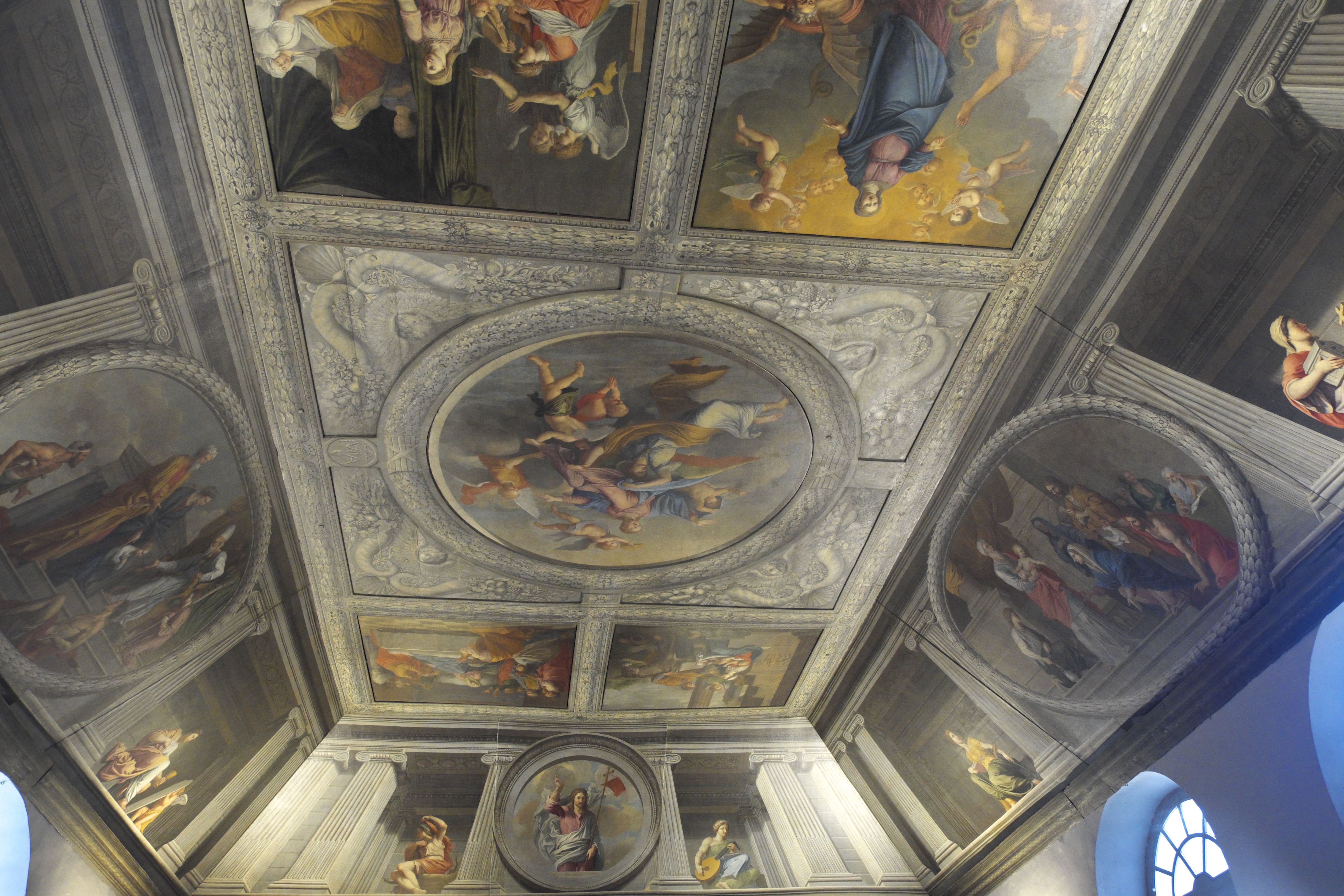
Deckengemälde

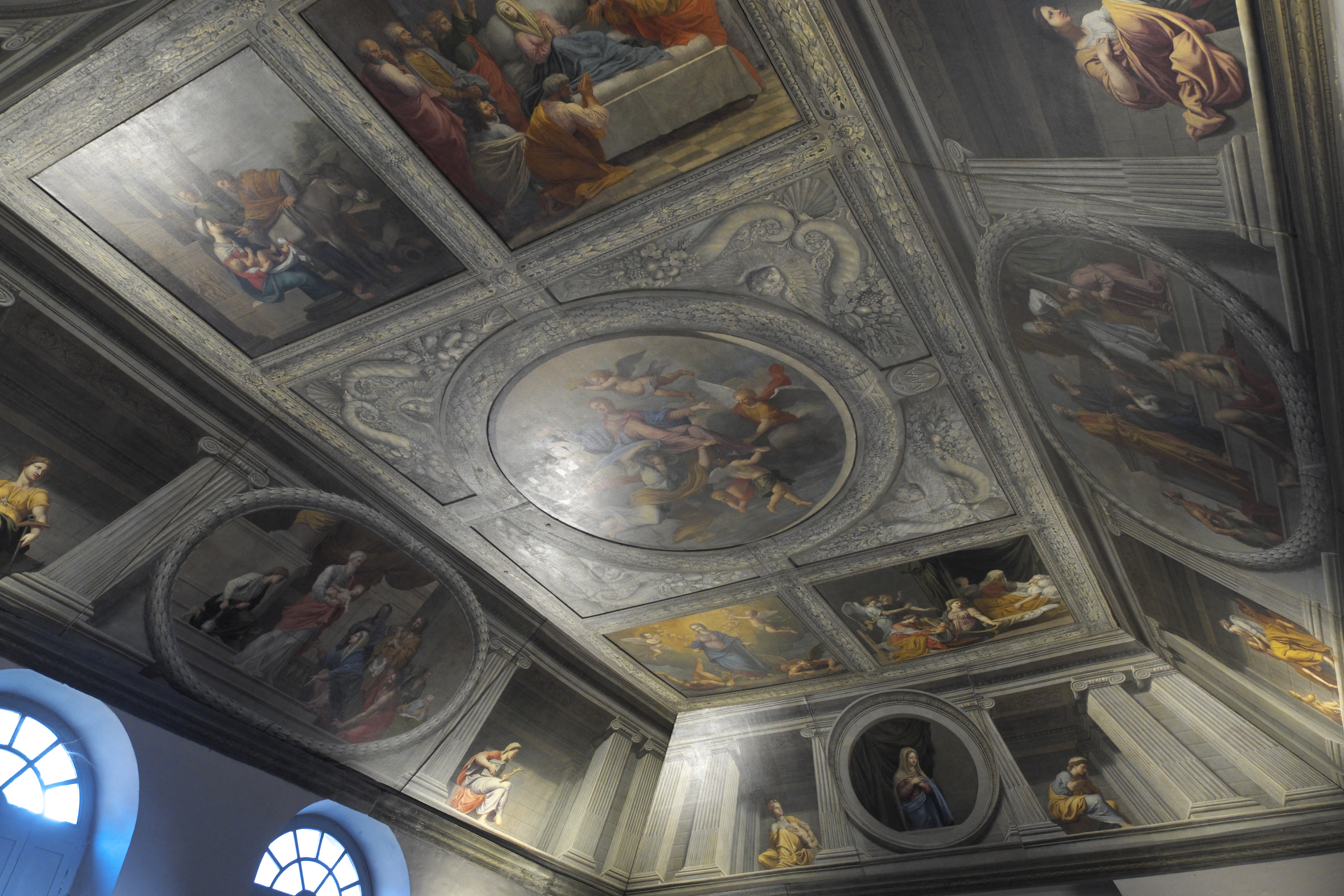
Deckengemälde

Der Schwesternchor wird von einer flachen Holzdecke gedeckt, in der 17 auf Leinwand gemalte Szenen aus dem Marienleben integriert sind. Auf dem großen zentralen Tondo ist die Himmelfahrt Mariens dargestellt, auf den vier quadratischen Bildern die Unbefleckte Empfängnis, die Geburt Mariens, die Flucht nach Ägypten und der Tod Mariens. In den Dachschrägen sind zwischen illusionistischen Architekturelementen die allegorischen Darstellungen von Tugenden und guten Taten wie Hoffnung, Glaube, Unschuld, Beten, christliche Nächstenliebe, Frömmigkeit, Bescheidenheit und Fleiß eingebettet. Die Darstellungen Mariens der Verkündigungsszene und des auferstandenen Christus werden von Medaillons gerahmt. Auf den beiden ovalen Bildern sind der Tempelgang Mariens und die Präsentation Jesu im Tempel zu sehen.
Die Ausführung der Gemälde, die früher Eustache Le Sueur zugeschrieben wurde, wird nach neueren Forschungen Rémy Vuibert zugeschrieben, einem Schüler von Simon Vouet, der sich zwischen 1649 und 1650 häufig in Moulins aufhielt. 1651 gab die Herzogin von Montmorency den Dekor mit dem Thema der Verherrlichung Mariens in Auftrag. Im Jahr 2008 wurden die Gemälde, die bei einem Brand im Jahr 1797 beschädigt worden waren, umfassend restauriert.

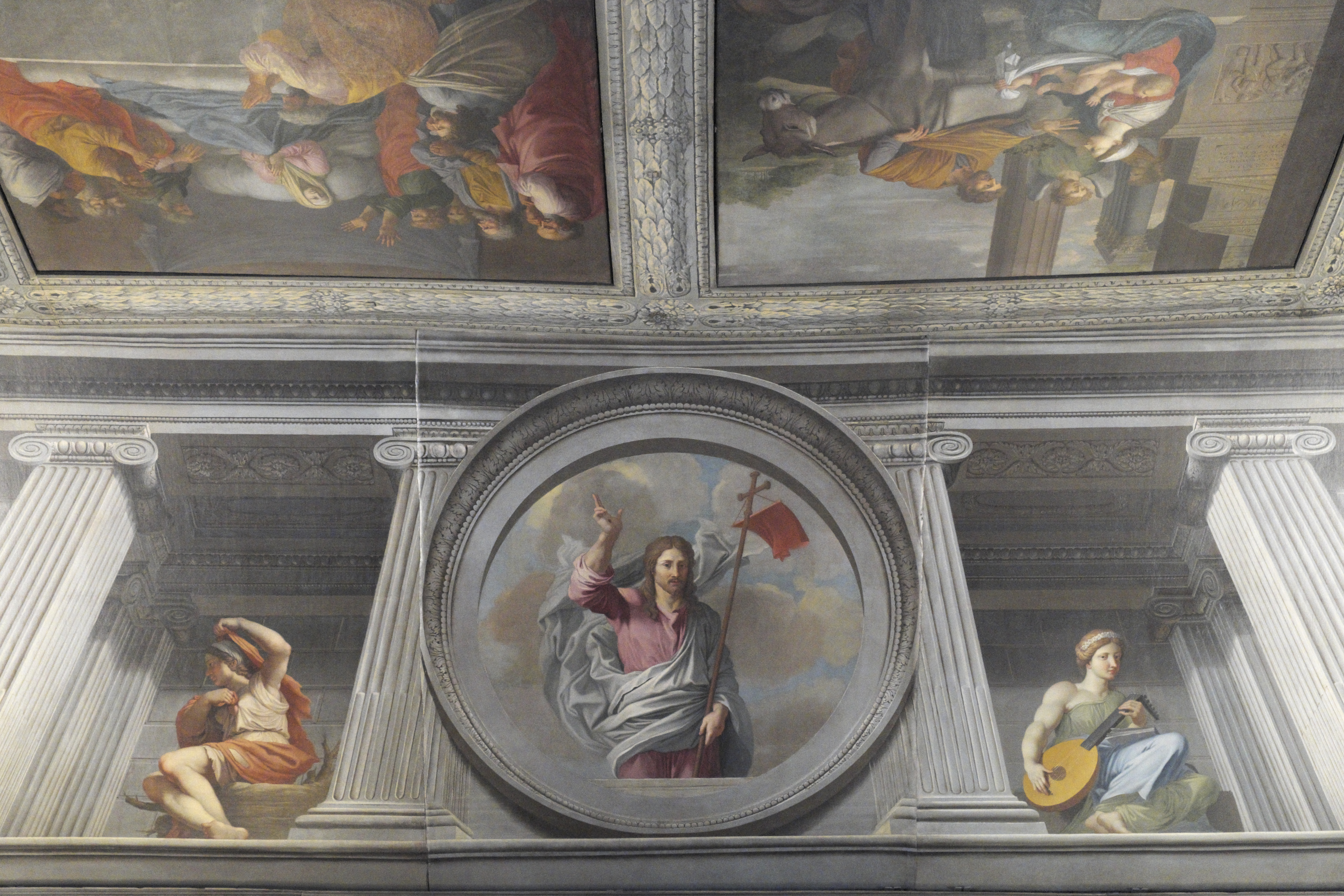
Auferstandener Christus
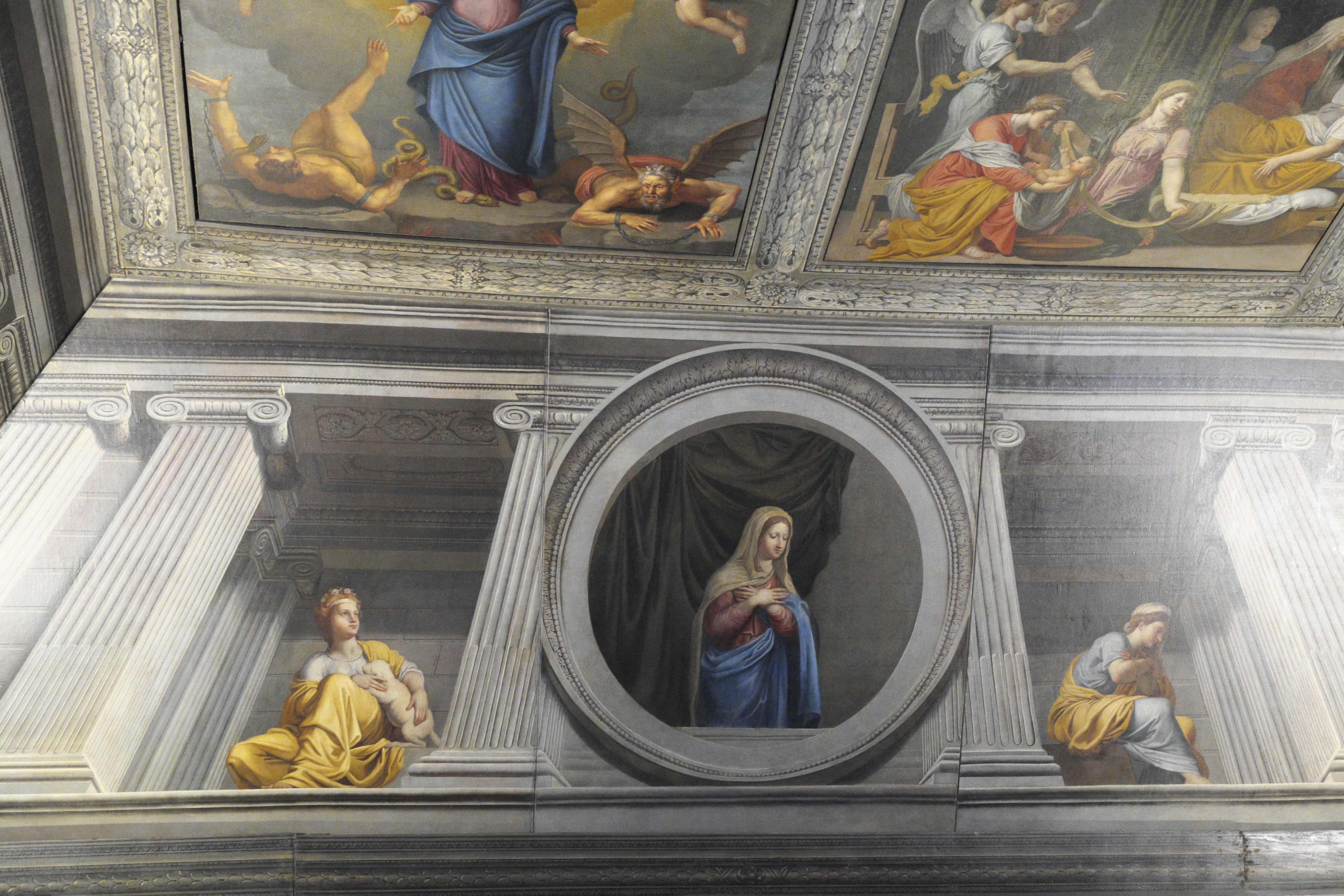
Maria der Verkündigungsszene, seitlich Allegorien
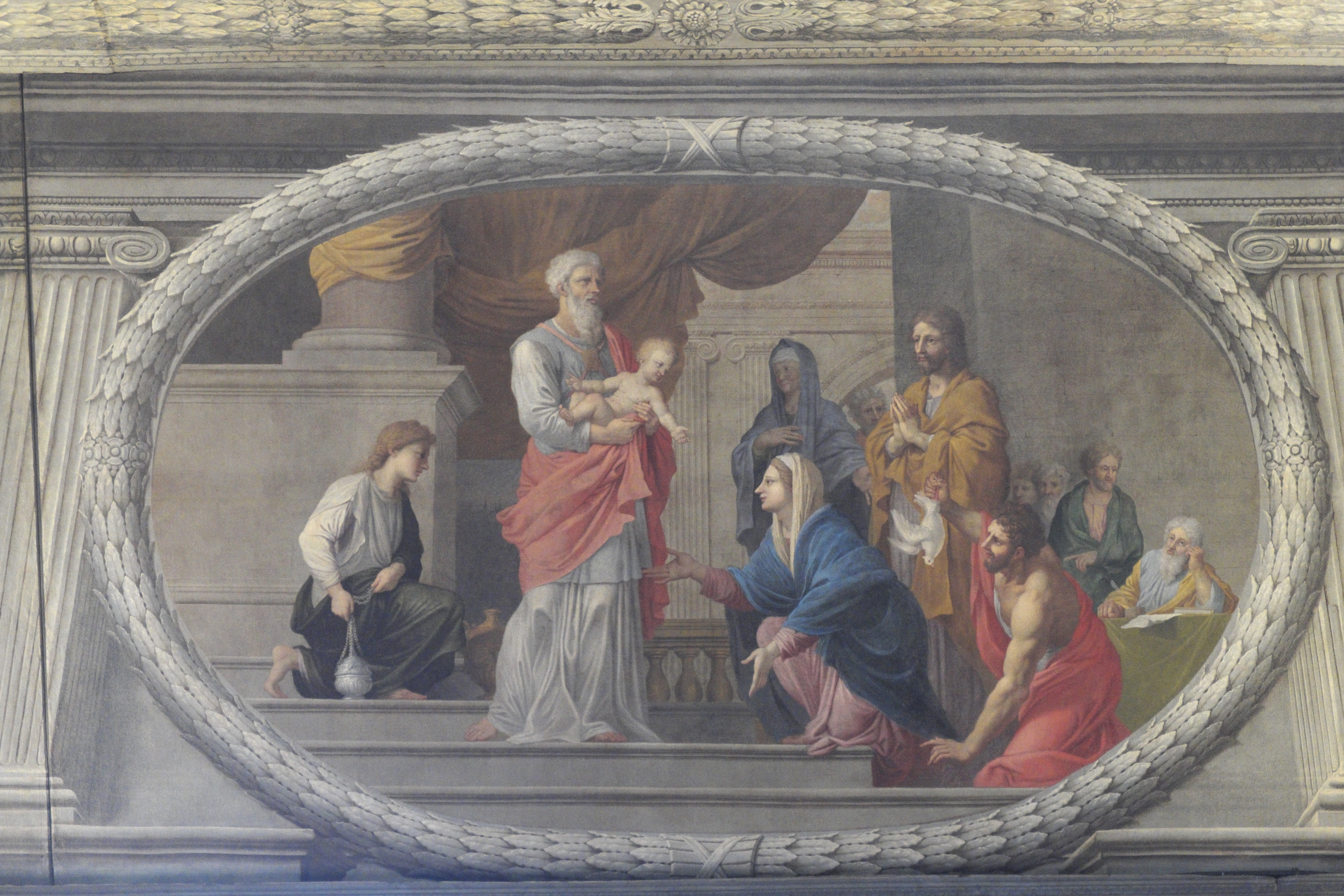
Präsentation Jesu im Tempel
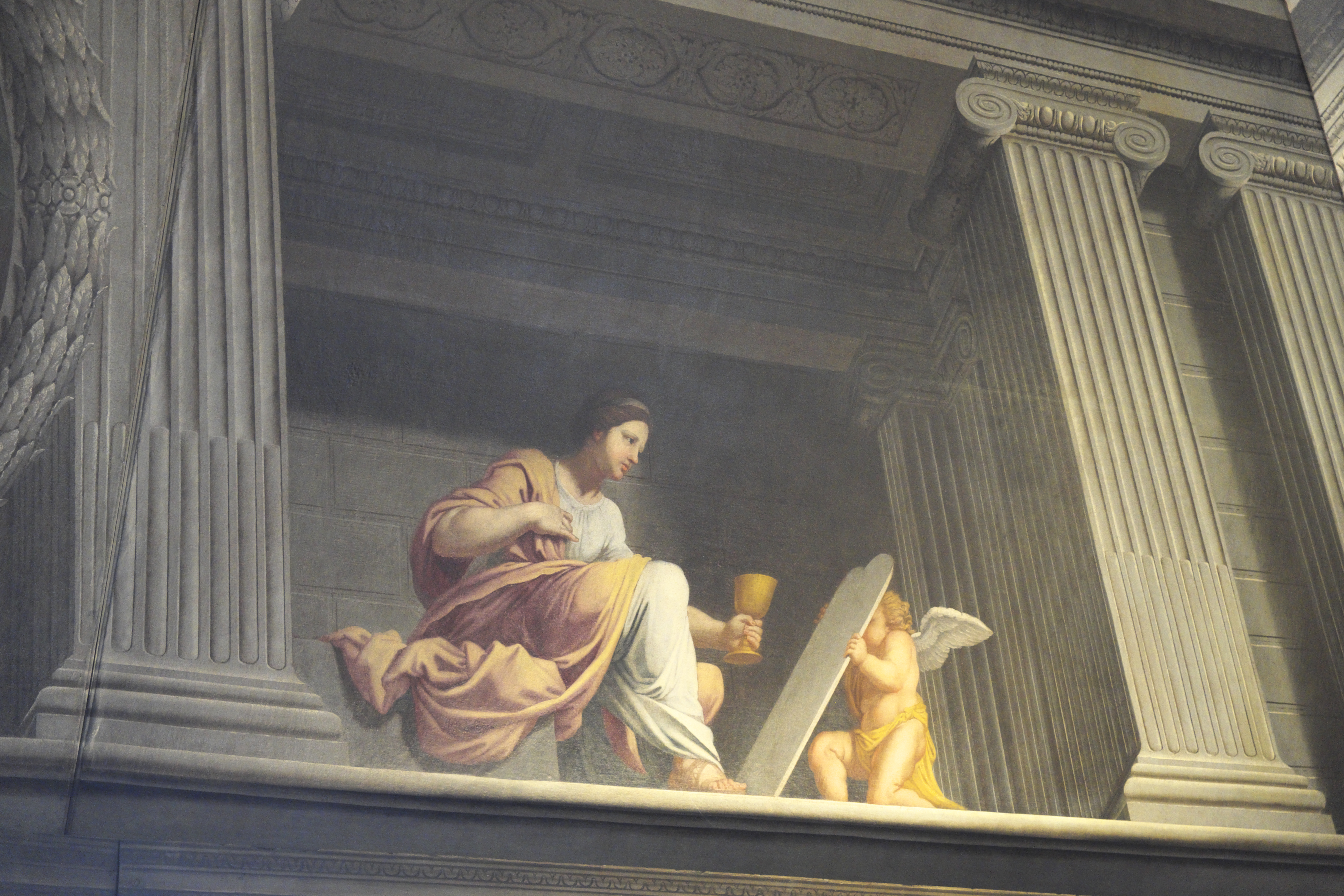
Allegorie des Glaubens

## Grabmal des Herzogs Henrichs II. von Montmorency

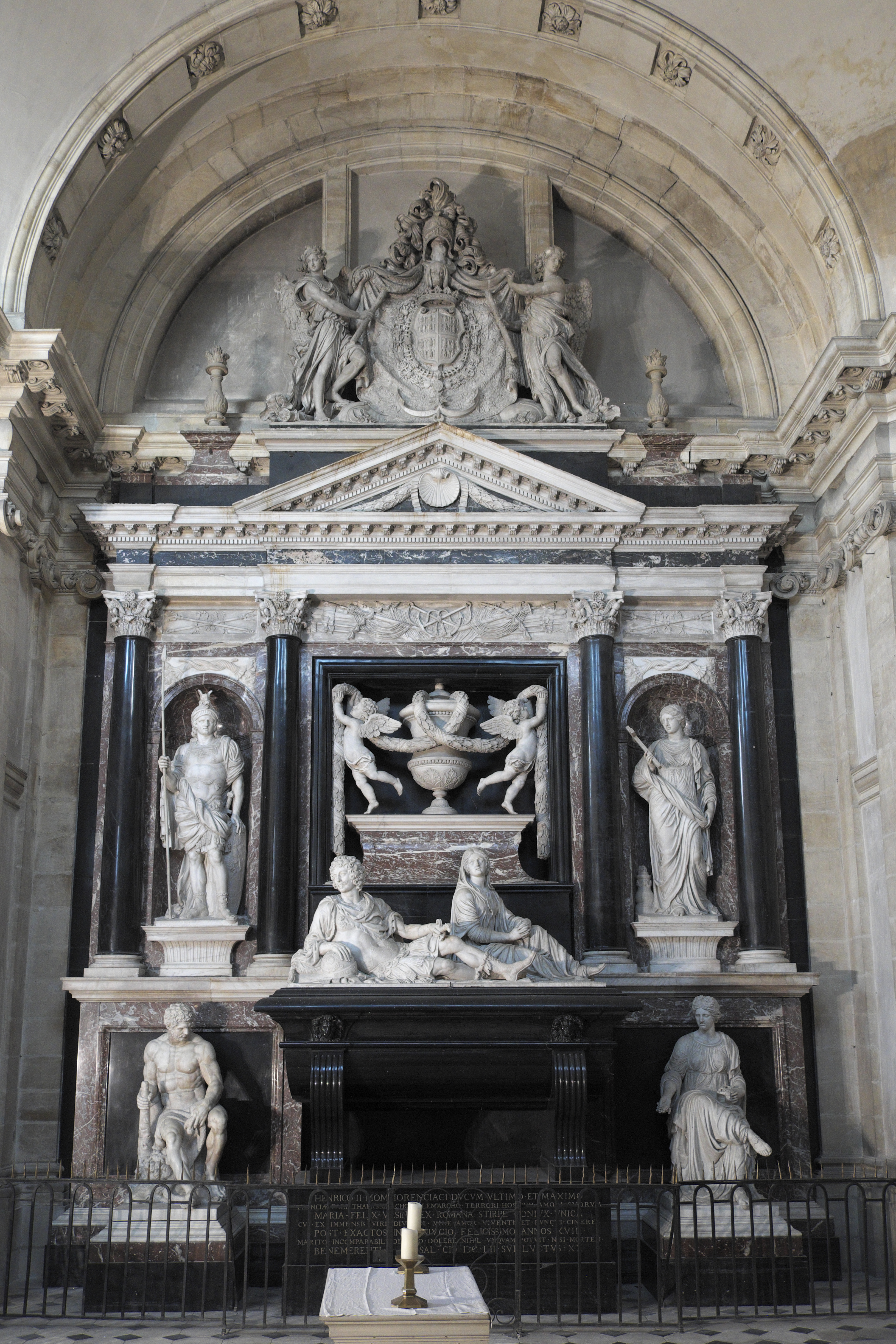
Grabmal des Herzogs Henrichs II. von Montmorency

Das Grabmal, auch als Mausoleum bezeichnet, erinnert an Heinrich II. von Montmorency, den letzten Herzog aus dem Haus Montmorency. Er war als Pair, Marschall und Admiral von Frankreich sowie Gouverneur des Languedoc eine der bedeutendsten Persönlichkeiten des Königreichs. Wegen seiner Teilnahme an einem Aufstand seiner Provinz gegen Kardinal Richelieu und den französischen König Ludwig XIII. wurde er 1632 in Toulouse zum Tode verurteilt und enthauptet.
Seine Witwe ließ das Grabmal ab 1648 in Paris anfertigen und 1653 in der Kapelle der Visitantinnen in Moulins aufstellen. Die Bildhauer waren François Anguier und sein Bruder Michel, Thibault Poissant und Thomas Regnaudin. In der Mitte sind Heinrich II. von Montmorency und seine Gemahlin Maria Felicia Orsini mit aufrechtem Oberkörper auf einem Sarkophag liegend dargestellt. Der Herzog ist mit einer Rüstung bekleidet, sein rechter Arm ist auf seinen Helm gestützt, in der linken Hand hält er sein Schwert. Maria Felicia Orsini ist in ein langes, faltenreiches Gewand gekleidet. Sie hat ihre Hände zum Gebet gefaltet, ihr Gesichtsausdruck ist von Schmerz gezeichnet. Auf der linken Seite steht die Figur des römischen Kriegsgottes Mars, neben dem Sarkophag sitzt Herkules mit der Keule in der rechten und einer Schlange in der linken Hand und dem Fell des Nemeischen Löwen zu seinen Füßen. Beide Figuren sollen die Tapferkeit des Herzogs symbolisieren. Die beiden weiblichen Figuren auf der rechten Seite, allegorische Darstellungen des Glaubens und der christlichen Nächstenliebe (Caritas), verkörpern die Tugenden seiner Gemahlin. Sämtliche Figuren sind aus Carrara-Marmor gemeißelt. Über dem Grabmal prangt das von zwei Engeln gehaltene Wappen des Herzogs von Montmorency, auf dem 16 Adler dargestellt sind und das umgeben ist von den Ketten des Michaelsordens und des Ordens vom Heiligen Geist, deren Mitglied der Herzog war.

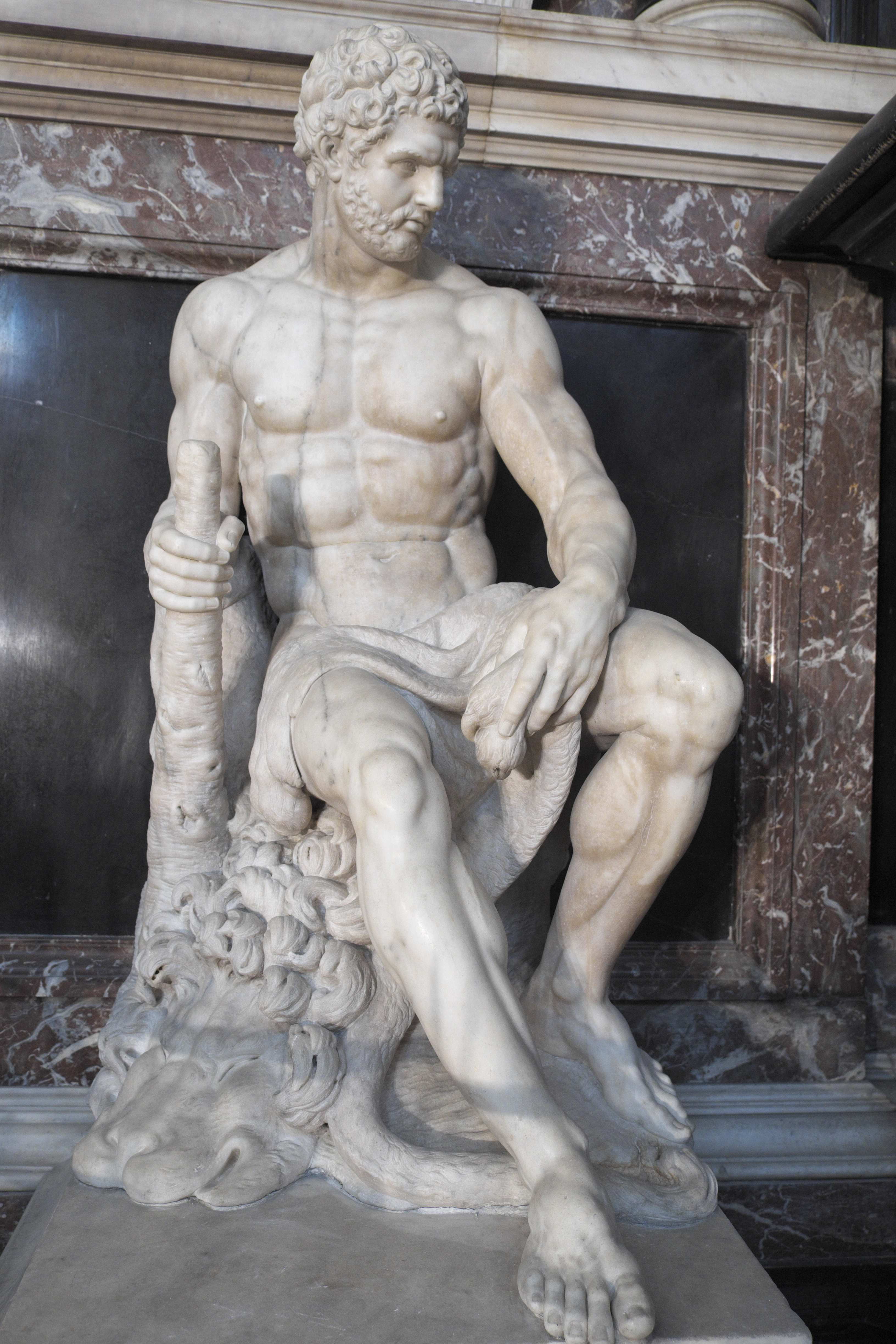
Herkules
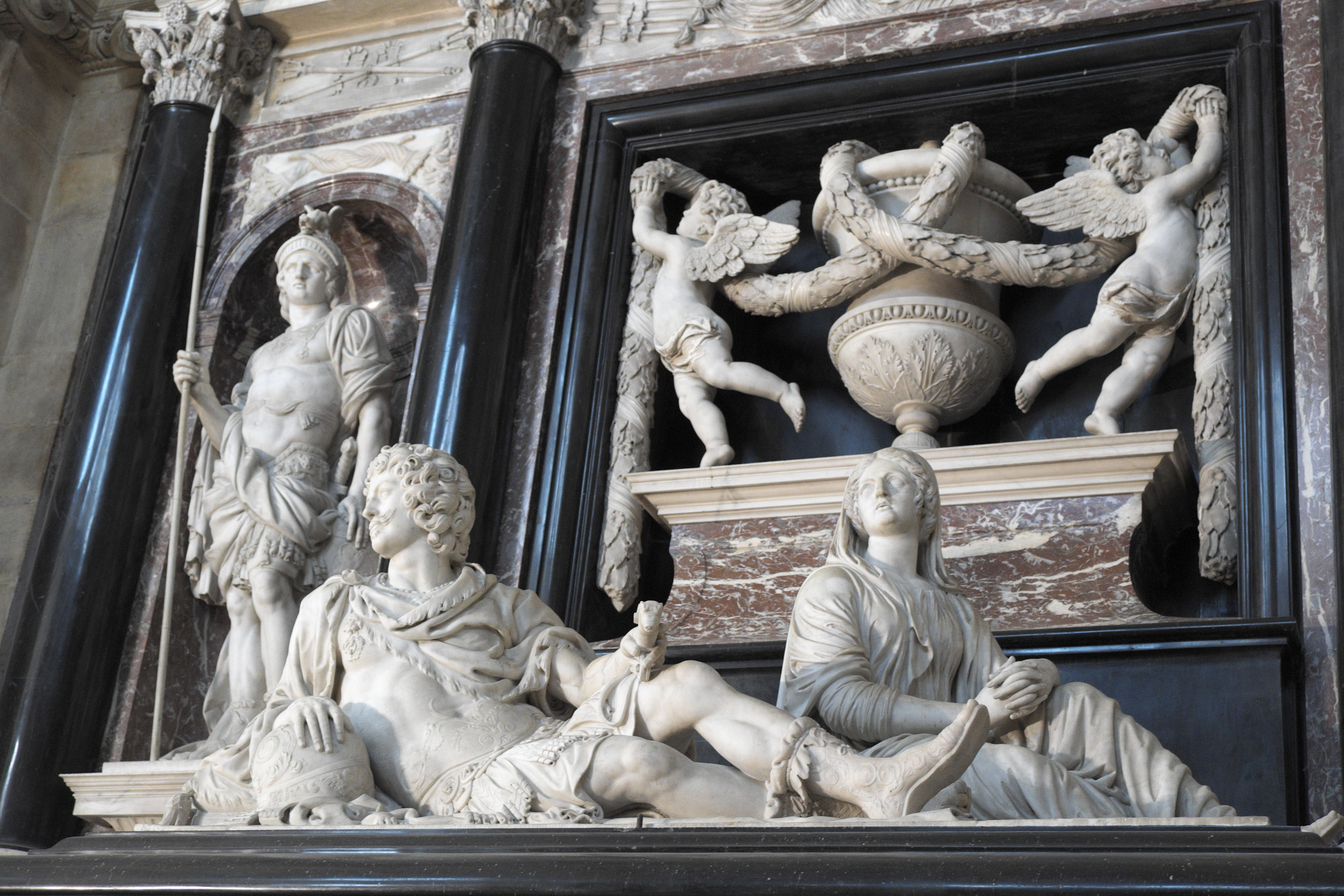
Heinrich II. von Montmorency und Maria Felicia Orsini
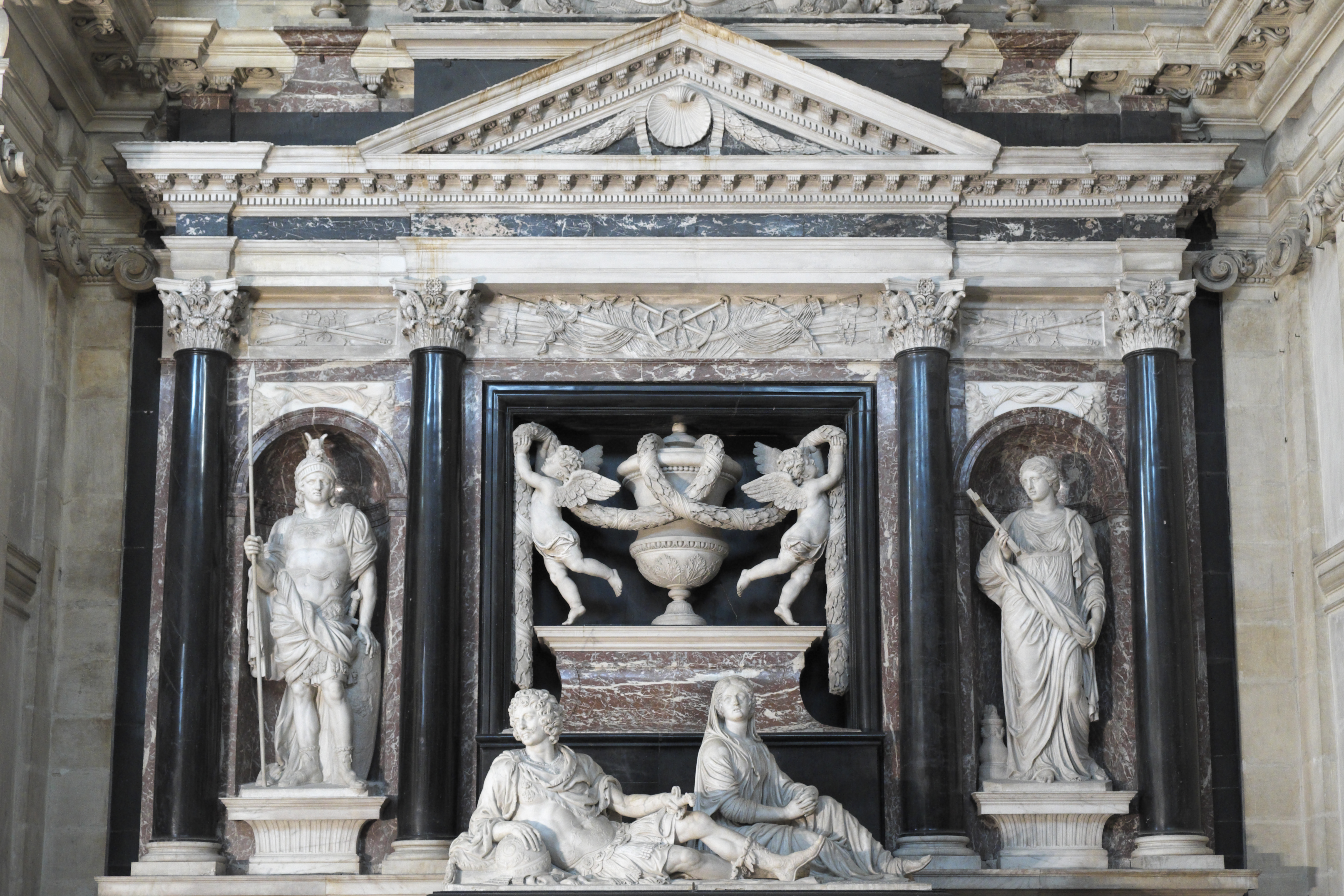
Kriegsgott Mars (links) und Allegorie des Glaubens (rechts)
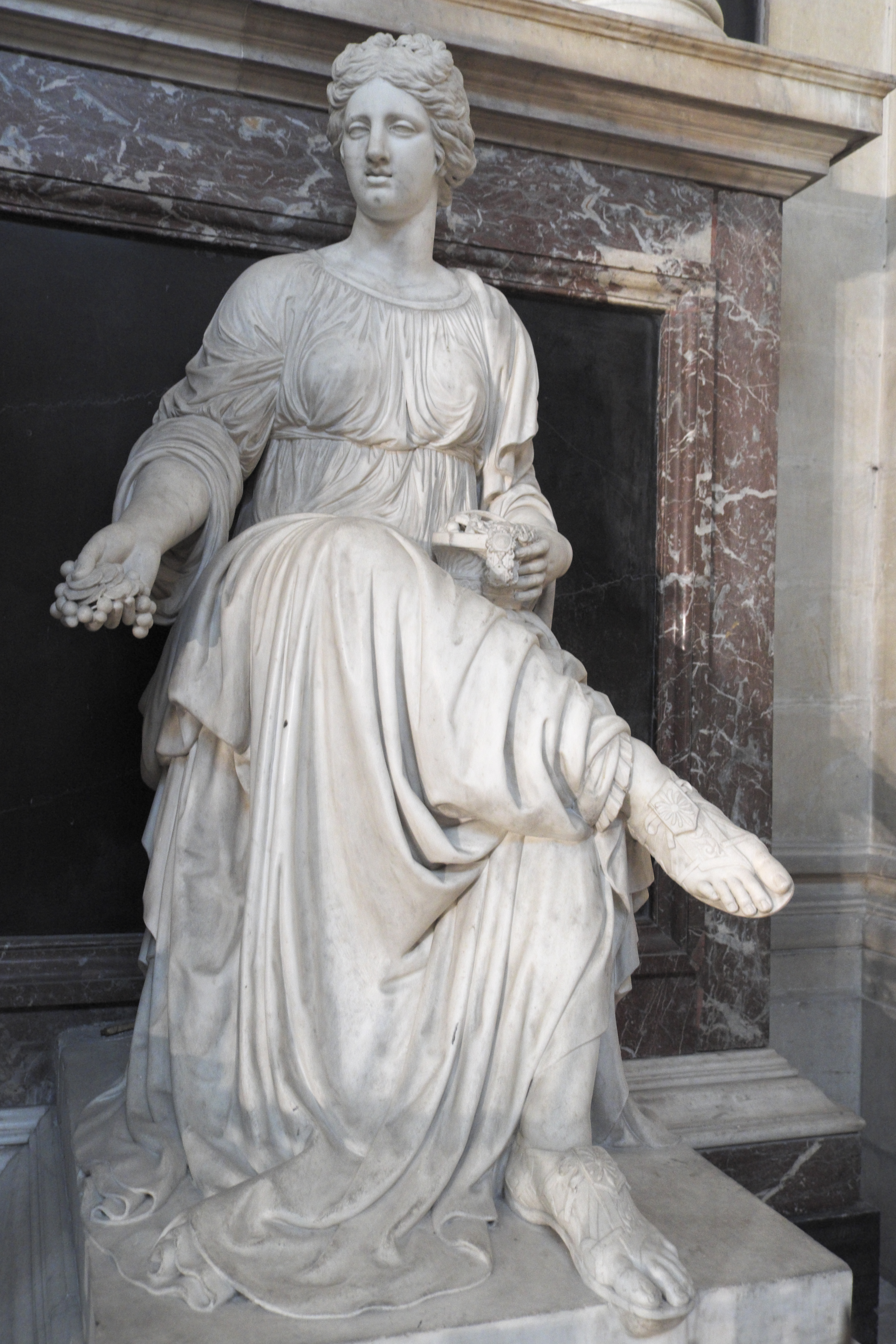
Allegorie der Caritas

## Ausstattung

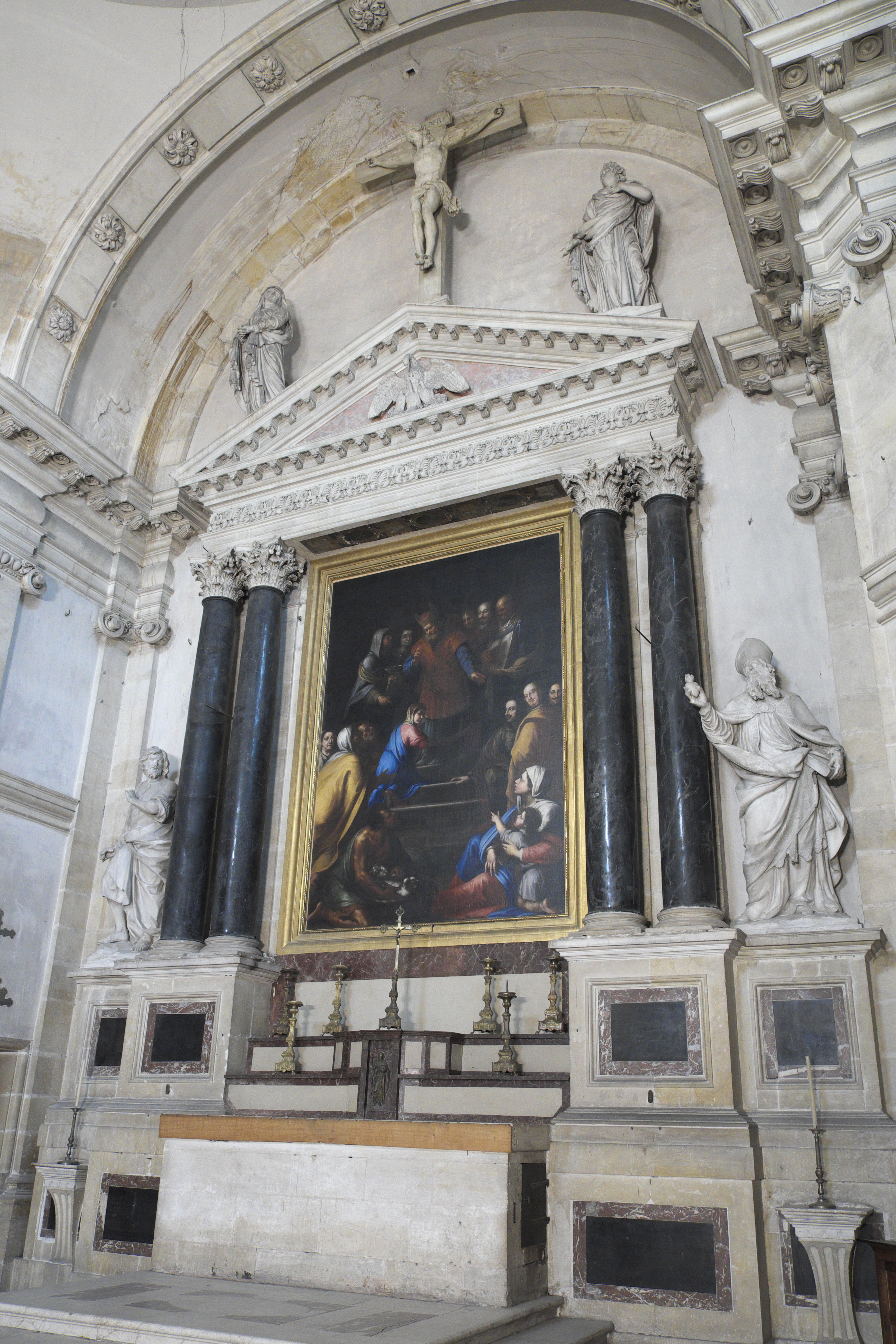
Altar

Das Altarbild mit der Darstellung des Tempelgangs Mariens wird der Werkstatt von Rémy Vuibert zugeschrieben. Da der Maler 1652 plötzlich an einer Epidemie starb, wurde es nicht durch ihn selbst vollendet. Die meisten der auf dem Bild dargestellten Personen tragen Züge von Mitgliedern der Familie Orsini.